# Ich armer Mensch, ich Sündenknecht
Ich armer Mensch, ich Sündenknecht (BWV 55) ist eine Kirchenkantate von Johann Sebastian Bach. Er komponierte sie in Leipzig für den 22. Sonntag nach Trinitatis, den 17. November 1726. Sie ist die einzige erhaltene Solo-Kantate für Tenor Bachs.

## Geschichte und Worte
Die vorgeschriebenen Lesungen waren Phil 1,3–11  und Mt 18,23–35 , das Gleichnis vom Schalksknecht. Der Textdichter Christoph Birkmann (1703–1771) betont, vom Evangelium ausgehend, in der ersten Arie den Gegensatz „Er ist gerecht, ich ungerecht“. Die Sätze 3 und 4 beginnen beide mit den Worten Erbarme dich. Der Schlusschoral ist die sechste Strophe von Werde munter mein Gemüte von Johann Rist (1642). Bach benutzte den Vers ein weiteres Mal in seiner Matthäus-Passion, nach der Arie Erbarme dich, in der Petrus bereut, Jesus verleugnet zu haben.

## Besetzung und Aufbau
Die Kantate ist gesetzt für Tenor-Solisten, vierstimmigen Chor im Schlusschoral, Traversflöte, Oboe d’amore, zwei Violinen, Viola und Basso continuo.
1. Arie: Ich armer Mensch, ich Sündenknecht
2. Recitativo: Ich habe wider Gott gehandelt
3. Aria: Erbarme dich! Laß die Tränen dich erweichen
4. Recitativo: Erbarme dich! Jedoch nun tröst ich mich
5. Choral: Bin ich gleich von dir gewichen

## Musik
Ein dichter polyphoner Satz von Flöte, Oboe d’amore und zwei Violinen, ohne Viola, begleitet die erste Arie. Die Motive scheinen (nach John Eliot Gardiner) die unsicheren Schritte und die Verzweiflung des Dieners zu illustrieren, der vor seinen Herrn zitiert wird. Die zweite Arie ist ebenso ausdrucksvoll, begleitet von einer virtuosen Flöte. Das erste Rezitativ ist secco, das zweite durch Haltetöne der Streicher bereichert.
Den abschließenden Choral, Text und Melodie setzte Bach auch in seiner Matthäuspassion ein, dort in einem komplexeren vierstimmigen Satz. Der Text erscheint in Bachs Werken nur an diesen beiden Stellen, während die Melodie häufiger vorkommt, zum Beispiel als Abschluss beider Teile der Kantate Herz und Mund und Tat und Leben.
Gardiner schließt aus dem Autograph, dass zumindest die drei letzten Kantatensätze früher komponiert wurden, vielleicht in Weimar als Teile einer verlorenen Passion.

## Einspielungen
LP / CD
- Bach Cantatas Vol. 5. Karl Richter, Münchener Bach-Chor, Münchener Bach-Orchester, Ernst Haefliger. Archiv Produktion, 1959.
- Bach Made in Germany Vol. 3 – Cantatas II, Erhard Mauersberger, Thomanerchor, Gewandhausorchester Leipzig, Peter Schreier. Eterna, 1968.
- Bach: Solokantaten. Hans-Martin Linde, Schola Cantorum Basiliensis, Nicolai Gedda, EMI, 1971.
- J.S. Bach: Das Kantatenwerk – Sacred Cantatas Vol. 3. Gustav Leonhardt, Knabenchor Hannover, Leonhardt-Consort, Kurt Equiluz. Telefunken, 1975.
- Die Bach Kantate Vol. 57, Helmuth Rilling, Gächinger Kantorei, Bach-Collegium Stuttgart, Adalbert Kraus. Hänssler, 1982.
- J. S. Bach: Solo-Kantaten und Arien. Peter Schreier, RIAS Kammerchor, Kammerorchester Carl Philipp Emanuel Bach, Peter Schreier. Philips, 1994.
- J. S. Bach: Kantate BWV 55 · Concerto a-Moll. Matthias Eisenberg, Thomanerchor Leipzig, Leipziger Barockorchester, Martin Petzold. RAM, 1998.
- Cantatas, Arias & Motet. Ludwig Güttler, Virtuosi Saxoniae, Christoph Genz. Dresden Classics, 1999.
- Bach Cantatas Vol. 12. John Eliot Gardiner, Monteverdi Choir, English Baroque Soloists, James Gilchrist. Soli Deo Gloria, 2000.
- J.S. Bach: Complete Cantatas Vol. 18. Ton Koopman, Amsterdam Baroque Orchestra & Choir, Christoph Prégardien. Antoine Marchand, 2002.
- J.S. Bach: Cantatas for the Complete Liturgical Year Vol. 1. Sigiswald Kuijken, La Petite Bande, Sophie Karthäuser, Petra Noskaiová, Christoph Genz, Dominik Wörner. Accent, 2004.
- J.S. Bach: Cantatas Vol. 38 (Solo Cantatas). Masaaki Suzuki, Bach Collegium Japan, Gerd Türk. BIS, 2006.

DVD
- Ich armer Mensch, ich Sündenknecht. Rudolf Lutz, Chor und Orchester der J. S. Bach-Stiftung, Bernhard Berchtold, Gallus Media, St. Gallen 2012